# Dušan Radojčić
Dušan Radojčić (in serbo Душан Радојчић?; 1931 – 5 maggio 1999) è stato un cestista e allenatore di pallacanestro jugoslavo.

## Carriera
Con la Jugoslavia ha disputato i Campionati mondiali del 1950.

## Palmarès
- YUBA liga: 1

Proleter Zrenjanin: 1956